# アラニ・ヤーノシュ
アラニ・ヤーノシュ（ハンガリー語:Arany János、1817年3月2日 - 1882年10月22日）は、ハンガリー王国ナジサロンタ（現:ルーマニアサロンタ）出身の詩人、作家、翻訳家。
代表作は1846年から1879年にかけて著された14世紀の騎士を主人公とした全3部作からなる長編叙事詩『トルディ3部作』がある。
また、イギリスの劇作家、詩人であるウィリアム・シェイクスピアの『ハムレット』などを訳し、多くのバラッドを作った。

## 生涯

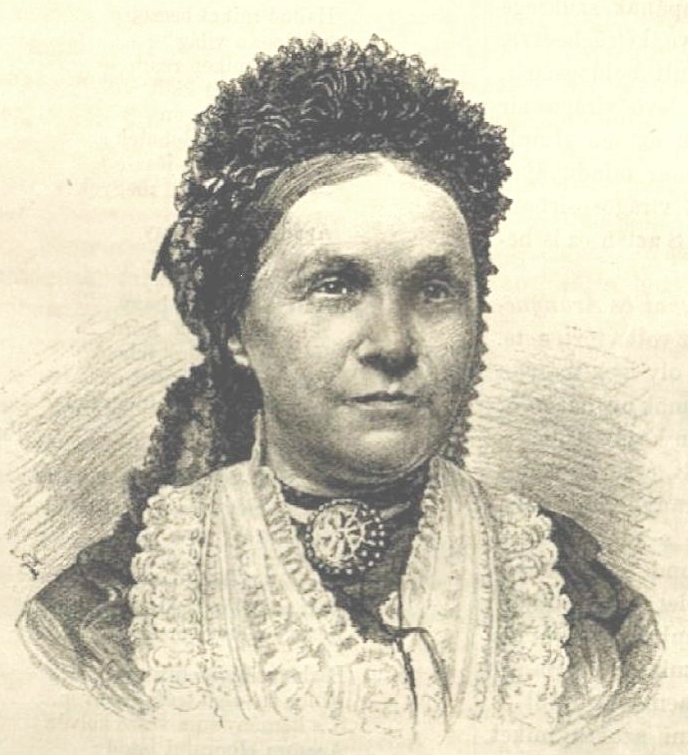
ヤーノシュの妻、ジュリアナ

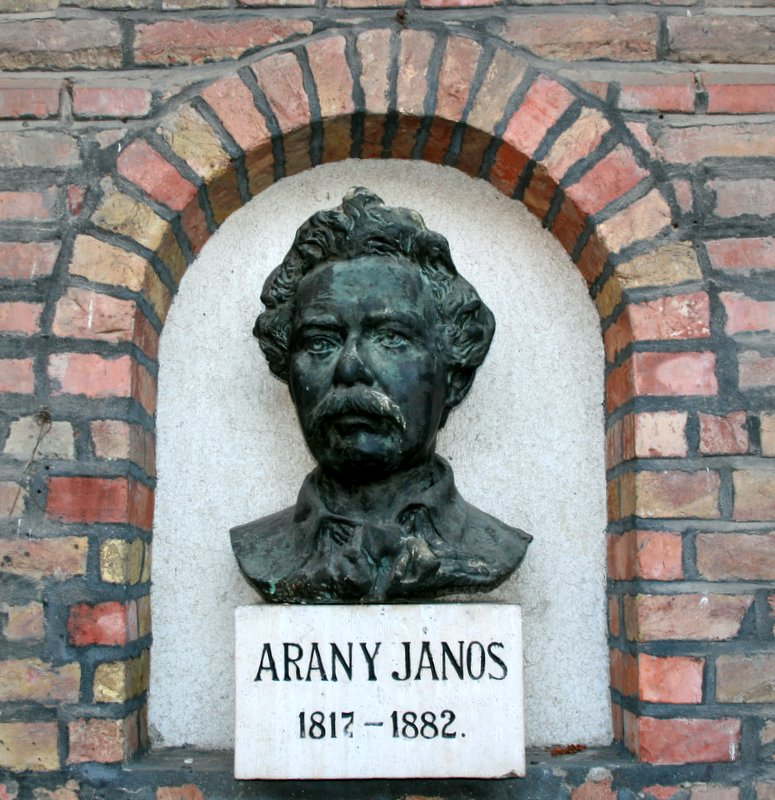
ヤーノシュの像

1817年3月2日にハンガリー王国ビハール県ナジサロンタ（現:ルーマニアビホル県サロンタ）にて没落した貴族の家庭に10人兄弟の末っ子として生まれる。幼い頃より父から口承文芸を聞いて育った。
1833年、デブレツェン大学に入学してドイツ語とフランス語を学び、ブダペストで教師やジャーナリストとして働いた。
1840年、ジュリアナ（Julianna Ercsey、1816年 - 1885年）と結婚する。
1846年から1879年にかけてヤーノシュの主著『トルディ3部作』を著す。なお、同年の1846年頃にはキシュファルディ協会の懸賞募集にヤーノシュの著作である『Az elveszett alkotmány』が入賞された。
1848年に『トルディの夜（Toldi estéje）』を著す。
1857年、バラッドの『ウェールズの吟遊詩人』を著す。
1858年にハンガリー科学アカデミーのメンバーとなり、1865年にハンガリー科学アカデミーの事務局長を務めた。
1863年、フン族の伝説に基づいた『ブダの死（Buda halála ）』を著す。
1877年、『秋の花』を著す。
1879年は『トルディの恋（Toldi szerelme）』を著した。
1882年10月22日にブダペストで亡くなる。